# Смирнов, Василий Иванович (краевед)
Василий Иванович Смирнов (26 января [7 февраля] 1882, Большая Брембола, Владимирская губерния — 21 октября 1941, Архангельск) — российский и советский краевед, археолог, этнограф, геолог и общественный деятель.

## Биография
Родился 26 января (7 февраля) 1882 года в селе Большая Брембола Переславского уезда Владимирской губернии, в бедной многодетной семье сельского священника, бытовой уклад которой мало отличался от крестьянского.
В девятилетнем возрасте детство закончилось: его отдали в Переславское духовное училище. Потом он поступил во Владимирскую семинарию. Условия в этих учебных заведениях были для ребёнка очень тяжелы. Высшее образование он получил в Московской духовной академии (в Сергиевом Посаде), закончив её историческое отделении в 1906 году. Учёба в Академии была прервана арестом. Захваченный революционным движением 1905 года, он принял участие в деятельности социал-демократического кружка в Переславле-Залесском. Вскоре членов кружка арестовали. 4,5 месяца Смирнов находился в Переславской тюрьме. Но потом он и его товарищи были освобождены, и он восстановился в Академии.
Смирнов получил назначение в Костромскую духовную семинарию на должность помощника инспектора и прослужил в ней почти два года. Далее 9 лет преподавал историю в Костромской мужской гимназии. Увлекся краеведением и в 1912 году на заседании Комитета губернской выставки предложил организовать Общество по изучению местного края. На первом заседании он был избран секретарем, а в дальнейшем председателем Костромского научного общества изучения местного края. За время 1914—1929 годов, несмотря на все трудности, вышло более 40 выпусков «Трудов КНОИМК».
После революции существовавший в Костроме Романовский музей был принят КНОИМК, и Смирнов занялся музейной деятельностью. В 1919 году он был назначен заведующим Костромским государственным областным музеем и проработал в этой должности около 10 лет. В 1925 году он издал путеводитель по музею.
Избранный в 1918 году председателем Костромского общества народных университетов, он добился открытия в городе университета. Как член Коллегии по охране памятников искусства и старины, а потом как заведующий Комитетом по делам музеев и охране памятников при Губоно вел борьбу за охрану культурных ценностей, защищал от слома храмы XVII и XVIII веков.
С 1921 года он систематически проводил археологические разведки и раскопки. Разнообразны были этнографические интересы Смирнова, особенно его привлекала тема славянского язычества. Он организовал Этнологическую станцию, и был её заведующим. Ежегодно станция организовывала экспедиции по изучению Костромского края.
В 1928 году на краеведение в Костроме начались серьёзные нападки. Смирнов был уволен из Костромского музея. Ему пришлось перейти на работу в Ивановский областной музей. Он с энтузиазмом начал работу на новом месте. Но в ночь с 15 на 16 сентября 1930 года был арестован. Более 8 месяцев находился в заключении, побывав в это время в 9 тюрьмах. Получил 3 года административной высылки по ст. 58, п. 10. И по этапу был отправлен под Архангельск, на станцию Исакогорка.
Благодаря исключительной настойчивости ему удалось перебраться в Архангельск, найти работу. В дальнейшем он работал в Северном геологическом тресте геолога. Но не оставлял и работу в области археологии и этнографии.
Скончался скоропостижно 21 октября 1941 года.
Реабилитирован в 1960 году.
Своей жене В. И. Смирнов говорил: «Мы с тобой друг без друга недействительны». Расставаясь с ней, он каждый день писал ей письма, в том числе из тюрем и ссылки. Часть их опубликована его дочерью Татьяной Смирновой в книгах «Народ в тюрьме» (2011) и «Цветок клюквы и веточка карликовой березы. Судьбы краеведов» (2016).

## Семья
- Брат Михаил Иванович Смирнов (1868—1949) — краевед, организатор и первый директор музея в Переславле-Залесском.
- Брат Сергей Иванович Смирнов (1870—1916) — историк, профессор Московской духовной академии по кафедре Истории Русской Церкви.

Жена Александра Серапионовна Забенкина.
- Сын Глеб Васильевич Смирнов (1909—1939) — поэт.
- Дочь Анастасия Васильевна Смирнова (1915—1992) — геолог.
- Дочь Вера Васильевна Снедкова (1925—2015) — историк-архивист.
- Жена Лидия Сергеевна Китицына (1903—1987) — краевед, педагог.
- Дочь Татьяна Васильевна Смирнова (р. 1935) — краевед, музейный работник.

## Отзывы
«У В. И. Смирнова рано выявились и многообразие дарований, и широта научных интересов. Он проявил себя как разносторонний этнограф и археолог, исследователь фольклора и современного русского языка, местных природных явлений и воздействия их на развитие местных промыслов и особенностей бытового уклада, педагог и писатель, музеевед, библиограф, редактор-издатель. Когда В. И. Смирнов был отторгнут от любимой и столь удававшейся ему деятельности, он в дни пребывания в тюрьмах фиксировал характерное для тюремного обихода, для образа мысли и речи заключенных, а сосланный на Север стал выдающимся геологом-первооткрывателем полезных ископаемых и умелым систематизатором научной информации.
В. И. Смирнов был и прирождённым деловитым организатором, обладавшим и необычайной человеческой притягательностью и чувством собственного достоинства — ощущались и самоотверженная преданность своему делу и его искреннее заинтересованное уважительное отношение к людям, и подлинное самоуважение, побуждающее ответственно отдаваться работе и не допускающее навязывания другим тягостного для него — и в пережитом ранее и в переживаемом в тот момент».

Шмидт С.О. Из предисловия к книге В. И. Смирнова «Народ в тюрьме (1930—1931)»

### Архив
- Материалы В. И. Смирнова, в том числе его эпистолярный архив (более 6000 писем), хранятся в Отделе письменных источников Государственного исторического архива, фонд 547. Часть архивных материалов опубликована:
- В. И. Смирнов. Народ в тюрьме (1930—1931) / Сост. Т. В. Смирнова. Сергиев Посад: ООО «Все для Вас Сергиев Посад», 2011;
- Цветок клюквы и веточка карликовой березы. Судьбы краеведов / Сост. Т. В. Смирнова. — Сергиев Посад: ООО Все для Вас «Подмосковье», 2016.

1. ↑  36. Материалы о разгроме костромского краеведения в 1930-1931 г.г//Археографический ежегодник за 1991 год. М., 1994. С.114-124; Приложения: с. 215-136. | Лариса Сизинцева
2. ↑  Смирнов Василий Иванович | Лариса Сизинцева
3. ↑  «Мастер науки» Василий Смирнов | Лариса Сизинцева
4. ↑  Роль В.И. Смирнова в жизни Костромского музея в 1910-1920-х гг. | Лариса Сизинцева
5. ↑  Сизинцева Л.И. Сергиев Посад и судьбы историков и музейщиков братьев С.И., М.И., В.И Смирновых | Лариса Сизинцева
6. ↑  «Чужие среди своих»: Советизация краеведческих обществ России в сталинский период | Рябининские чтения – 2011| Электронная библиотека | Музей-заповедник «Кижи»
7. ↑  В.И. Смирнов и «золотое десятилетие» костромского краеведения | Лариса Сизинцева
8. ↑  «Разве я не народ?..» Письмо В.И. Смирнова о Н.Н. Виноградове | Лариса Сизинцева